# Isekai
Isekai (jap. 異世界 isekai; dosł. „inny świat”) – japoński podgatunek fantasy w light novel, mandze, anime i grach komputerowych, w którym postacie przenoszą się, odradzają lub są uwięzione w równoległym wszechświecie. Często ten wszechświat istnieje już w świecie protagonisty jako fikcyjny świat. Niekiedy oba te światy mogą być ze sobą połączone. Przykładowo, w Log Horizon i Overlord świat wirtualny zamienia się w prawdziwy.

## Historia
W pierwszych utworach posiadających cechy isekai, takich jak El-Hazard i Tajemnica przeszłości, bohaterowie zachowywali swój rzeczywisty wygląd po wejściu do innego świata. W późniejszych tytułach, takich jak Yōjo senki, protagonista umierał i był reinkarnowany w innym świecie.
Seria .hack była jedną z pierwszych, która przedstawiła koncepcję isekai jako wirtualnego świata, a Sword Art Online podążył jego śladami.

## Wpływ w kulturze
Gatunek ten stał się tak popularny, że w 2016 roku konkurs z krótkimi opowiadaniami w języku japońskim zakazał zgłaszania historii isekai. Wydawca Kadokawa Shoten zakazał także opowieści isekai we własnym konkursie w 2017 roku.
W 2017 roku serwis Goo przeprowadził wśród Japończyków ankietę, pytając o ulubioną serię z gatunku isekai. Dziesięć pierwszych miejsc zajęły kolejno: Spirited Away: W krainie bogów, Pop in Q, Sword Art Online, Wojowniczki z Krainy Marzeń, Re: Zero – Życie w innym świecie od zera, Jūni kokuki, Kono subarashii sekai ni shukufuku wo!, World Trigger, Kyō kara maō! i Gate: Jieitai kano chi nite, kaku tatakaeri.